# Humanity: Hour I
Humanity: Hour I es el decimosexto álbum de estudio de la banda alemana de hard rock y heavy metal Scorpions, publicado en 2007 por Sony BMG para Europa y por New Door Records para los Estados Unidos. En 2004, salió al mercado Unbreakable, con el cual retornaron a su habitual estilo después de varias producciones que la alejaron de su clásico sonido. En abril de 2005, en medio de la gira de conciertos Unbreakable World Tour (2004-2006), la banda informó que estaba trabajando en un nuevo disco. Para ello, tomó contacto con varios productores discográficos, pero después de unas reuniones realizadas en Alemania, la banda no quedó conforme con lo que le ofrecían. En febrero de 2006, Klaus Meine y Rudolf Schenker viajaron a Los Ángeles para juntarse con otros interesados, entre ellos Desmond Child, quien les propuso realizar un álbum conceptual.
El álbum está basado en una historia de Child y el artista Liam Carl sobre una guerra civil entre humanos y robots, cuya única esperanza para que los primeros sobrevivan es recuperar su propia humanidad. La banda comentó que no era un álbum conceptual tradicional en que cada canción está conectada entre sí, como si fuese una historia, sino que las composiciones giran en torno a un tema en común: la humanidad. Para ello, las letras tratan sobre la faceta oscura y la esperanzadora de esta. Como querían tener ideas nuevas y originales, y que sonoramente hubiese una conexión entre lo moderno y lo clásico, la banda trabajó con compositores externos; algunos eran conocidos de Child y otros ya habían colaborado con Scorpions en otras producciones. La grabación se realizó entre octubre de 2006 y febrero de 2007 en varios estudios de Los Ángeles y fue coproducida por Child y James Michael. Para determinadas pistas, emplearon tonos desafinados en las guitarras y arreglos orquestales, además de contar con músicos invitados; por ejemplo, Billy Corgan en «The Cross» y John 5 en «Hour I».
Una vez que salió al mercado, recibió reseñas variadas por parte de la prensa especializada. Aspectos como la calidad vocal de Meine, el sonido actualizado de la banda, la producción y el concepto en general fueron los puntos mejor evaluados; inclusive, algunos críticos lo denominaron su mejor álbum desde Crazy World (1990). Por el contrario, la principal crítica negativa recaló en la intervención en demasía de compositores externos y ciertas letras de las canciones. Comercialmente, Humanity: Hour I logró posiciones medias en los principales mercados, de los cuales destacó el primer lugar conseguido en la lista musical de Grecia, el noveno en Alemania, el séptimo en Malta y el octavo en Argentina. Por su parte, en Rusia alcanzó el quinto puesto en el recuento local y, en el mismo año, la National Federation of Phonograph Producers (NFPP) le entregó una certificación de disco de platino por vender más de 20 000 copias. Por su parte, logró ser su primer álbum de estudio desde Pure Instinct (1996) en entrar en el recuento Billboard 200 de los Estados Unidos.
Para impulsar la difusión del álbum, Sony BMG publicó tres sencillos promocionales: «Humanity» y «Love Will Keep Us Alive» en 2007, y «The Game of Life» en 2008. Si bien no estuvieron disponibles para la venta, «Humanity» ingresó en el conteo Heritage Rock de la revista Billboard. Por su parte, el 2 de marzo de 2007 dio inicio el Humanity World Tour, que les permitió tocar en Europa, Norteamérica, Latinoamérica, Asia y Oriente Próximo. Entre sus 160 presentaciones, cabe destacar una gira con un espectáculo electroacústico realizado en Brasil y México en 2008, además de las constantes participaciones de sus exguitarristas Uli Jon Roth y Michael Schenker en algunos conciertos del Reino Unido y Francia.

## Antecedentes
En 2004, Scorpions lanzó Unbreakable, con el cual retomó su habitual estilo musical después de varias producciones que la alejaron de su clásico sonido. Su décimo quinto álbum de estudio recibió críticas positivas por parte de la prensa especializada y uno de los aspectos mejor evaluados fue, precisamente, el regreso a su característico hard rock y heavy metal. En cuanto a lo comercial, logró una atención media en los principales mercados —sobre todo europeos—, pero destacó su primer lugar conseguido en la lista musical de Grecia, el segundo en la de República Checa y el cuarto en la de Alemania. Asimismo, la organización National Federation of Phonograph Producers (NFPF) le entregó en el mismo año una certificación de disco de oro, por vender más de 10 000 copias en Rusia. Por su parte, en su primera semana de lanzamiento en los Estados Unidos, vendió 4541 copias, pero tuvo un escaso airplay y no ingresó en ninguno de los recuentos musicales. En paralelo, en ese mismo año la banda también publicó dos sencillos exclusivos. El 5 de julio, salió la power ballad «Miracle», escrita por Klaus Meine, Matthias Jabs y Thomas Nöhre, y producida y mezclada por Jabs. En tanto, el 20 de septiembre lo hizo «You Are the Champion», una versión arreglada de «We Are the Champions» de Queen, dedicada al piloto de Fórmula 1, Michael Schumacher. Editado por la banda y el músico Michael Kleitman, el sencillo en CD incluyó la versión normal —cantada a dueto por Meine y Kleitman— y una instrumental, mientras que en el maxisencillo figuró como bonus track la canción «E Sará Perché», extraída del álbum La Perfetta Idea de Kleitman. De acuerdo con la contraportada del sencillo en CD, la batería no la grabó James Kottak, sino Hans Eijkenaar. Para la semana del 4 de octubre de 2004, había alcanzado la posición 92 en la lista alemana Media Control Charts.
El 17 de abril de 2004 en Hannover, la banda comenzó la gira mundial Unbreakable World Tour, considerada como una de las más exitosas que tuvo en años, puesto que le permitió tocar por primera vez en varios países y volver a otros en donde hacía tiempo no se presentaba en vivo. En abril de 2005, después de terminar una serie de espectáculos en el Reino Unido como artista invitado de Judas Priest, Schenker reveló que estaban trabajando en un DVD —el posterior Unbreakable World Tour 2004: One Night in Vienna— y esperaban iniciar la grabación de un nuevo disco a finales de ese año. En marzo de 2006, en una entrevista para el periódico malayo Malay Mail, el guitarrista comentó que ya estaban trabajando en el disco y que podría salir al mercado a finales de 2006 o principios de 2007. Sobre su sonido, señaló: «Contará con magníficas power ballads y canciones de hard rock que se podrán reproducir en la radio comercial. Supongo que se puede decir que el nuevo álbum de Scorpions sonará fresco y roquero». Para la producción, pensaron en volver a colaborar con Dieter Dierks, pero no llegaron a un acuerdo contractual. Después, decidieron hacerlo ellos mismos en los Scorpio Sound Studios de Schenker, pero como pretendían que fuese un disco especial, consideraron que necesitaban a alguien externo que supiera realzar sus cualidades musicales. Así fue como contactaron a varios productores discográficos y se sorprendieron de lo interesados que estaban de trabajar con ellos.
Después de unas reuniones realizadas en Alemania, en donde quedaron disconformes con las ideas propuestas por varios productores, entre ellos Roy Thomas Baker, en febrero de 2006 Meine y Schenker viajaron a Los Ángeles para entrevistar a otros interesados, como Desmond Child. Al analizar su discografía y notar que ya habían realizado varias cosas, Child les propuso hacer un álbum conceptual. Schenker recordó que el estadounidense les tenía todo preparado: «Él ya nos había escrito algunas buenas ideas sobre por qué hacer un álbum, cómo hacerlo y, lo más importante, cómo abordar la composición». A ambos les gustó la idea, pero como Schenker consideraba a Child demasiado «popero», le dijeron que no querían sonar como una «banda de éxitos» sino una de rock y que el álbum tuviese el tradicionalismo de Scorpions. El único contratiempo es que ambas partes tenían compromisos previos. Child estaba produciendo un álbum de Meat Loaf, mientras que la banda aún tenía decenas de conciertos que realizar. Por ello, concordaron juntarse en octubre de 2006 para iniciar la preproducción.

## Grabación
Como Child quería tener una visión amplia del proceso, él se encargó de las voces y el concepto en general, y propuso que James Michael produjera las guitarras, el bajo y la batería, lo que, según Schenker, ayudó a que no hubiera excesos sonoros. Child y Meine se dedicaron por completo a la voz, así que el estadounidense le recomendó contratar a un profesor de canto para que lo ayudara antes de iniciar las sesiones, con el objetivo de tener una mayor flexibilidad vocal. Aunque el alemán titubeó al principio, encontró que era una buena idea, dado que no quería volver a pasar por el grave percance que vivió durante la grabación de Blackout en 1981, que casi le significa quedar mudo. Eric Vetra, el profesor a cargo del calentamiento vocal, trabajaba con Meine durante una hora antes de registrar el canto. Adicionalmente, Desmond, Michael, el vocalista estadounidense Jason Paige y la sueca Jeanette Olson aportaron sus voces en los coros, mientras que Angela Whitakker y Roman Shaw Child hicieron la voz en off. Al mismo tiempo, pero en otro estudio, Michael y los demás músicos trabajaban en la sección rítmica. Con la idea de adaptarse a la voz, en determinadas partes, las guitarras las desafinaron en los tonos drop D, drop C y drop C sostenido. Schenker y Jabs emplearon guitarras de la marca Dommenget, aunque este último también usó sus habituales instrumentos de las fábricas Gibson, Fender, y su signature Mastercaster.
De acuerdo con el sitio Blabbermouth.net, el 9 de octubre de 2006 la banda llegó a Los Ángeles para iniciar la grabación. La decisión de hacer el álbum en esa ciudad se debió a que Child y su equipo residían allí, lo que supuso su segundo disco, después de Crazy World (1990), en registrarse en aquella urbe. Durante las primeras semanas, la banda y el equipo de Child trabajaron en las canciones en una sala de ensayos durante ocho horas diarias. Michael, además de los ingenieros de sonido Jules Gondar, Matt Gruber y Steve Churchyard, estuvieron a cargo del registro de las cintas, cuyas partes básicas las realizaron en un mes en cinco estudios del área de Los Ángeles: Little Big Guy, The Gentlemen's Club, Glenwood Place, Track Record y The Village. Adicionalmente, Churchyard realizó las grabaciones de la orquestación en los estudios Record Plant, la que arregló y condujo el director de orquesta canadiense David Campbell.
Una vez terminada la grabación en febrero de 2007, la mezcla les resultó un proceso más tedioso, porque el 2 de marzo la banda inició la gira promocional Humanity World Tour. Como estaba lejos del estudio, tuvo que descargar las pistas, conseguirse un sistema de altavoces adecuado para poder oírlas y así enviarles los comentarios y observaciones a Child a través de Internet. Greg Collins llevó a a cabo esta etapa de la producción en los estudios The Nook de Studio City, mientras que la masterización la realizó Stephen Marcussen en Marcussen Mastering (Los Ángeles). Meses más tarde, Schenker declaró que invitó a su hermano Michael Schenker y a Uli Jon Roth para que fuesen parte del nuevo disco, pero ninguno pudo participar por «conflictos de programación».

## Composición

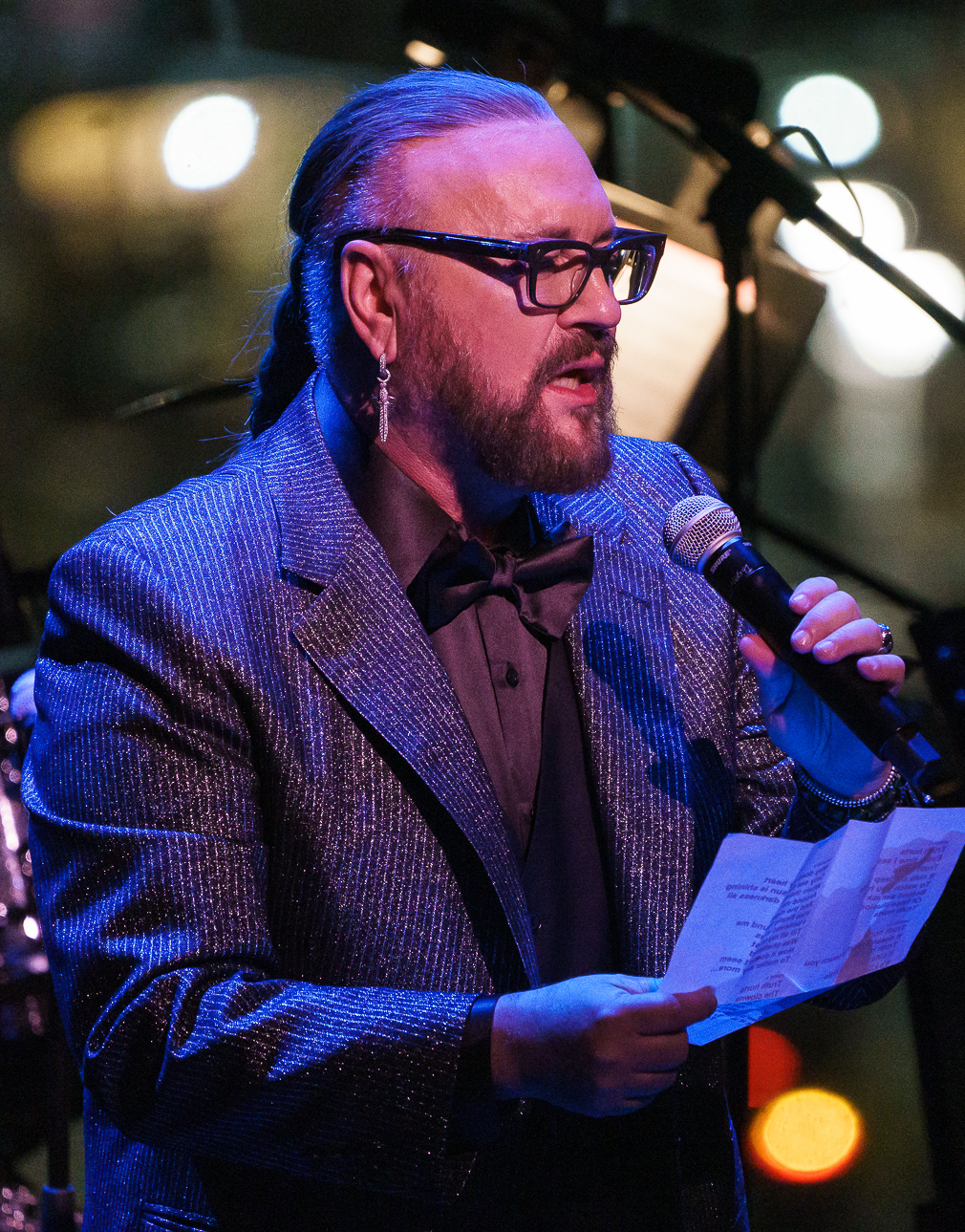
La historia detrás de Humanity: Hour 1 provino del artista Liam Carl y el productor Desmond Child (en la imagen)

Humanity: Hour I es un álbum conceptual basado en una historia creada por Desmond Child y el artista visual Liam Carl. De acuerdo con la descripción publicada en la contraportada del disco, este concepto «predice un mundo destrozado por una guerra civil entre humanos y robots. Esta pesadilla apocalíptica sirve como un disparo de advertencia para toda la humanidad... nuestra única esperanza de supervivencia es recuperar nuestra humanidad». Meine comentó que «es conceptual en el sentido de que "Humanity" es como un tema global que ronda y se repite a lo largo de todas las canciones, pero no es conceptual en el sentido de que cada canción está conectada entre sí, como si fuese una historia». En ese sentido, Jabs señaló que las pistas giran en torno a la noción de humanidad; sin embargo, para él, no era un disco conceptual como The Wall de Pink Floyd o Tommy de The Who.
Como querían tener ideas nuevas y originales, y que sonoramente hubiese una conexión entre lo moderno y lo clásico, la banda trabajó con compositores externos; algunos eran conocidos de Child y otros ya habían colaborado con Scorpions en otras producciones. El crítico Martin Popoff resaltó que hubo una mayor participación de Child y de Eric Bazilian en las letras —quien ya había colaborado con la banda en Unbreakable (2004)—, mientras que Meine, Schenker y Jabs estuvieron enfocados principalmente en la música. Los músicos arribaron a Los Ángeles con alrededor de treinta maquetas, pero una vez en el estudio iniciaron un segundo proceso de escritura, ya que Child les sugirió reescribir algunas para que encajaran con el tema de la humanidad. En total, dieciocho canciones salieron de esta segunda etapa creativa, de las cuales quince seleccionaron para el producto final. Una vez escogidas, se dieron cuenta de que muchas tenían un «tono oscuro», por lo que, para equilibrar el ambiente del álbum, acordaron componer otras tres o cuatro con letras halagüeñas, debido a que querían relatar tanto la faceta oscura como la esperanzadora de la humanidad. De acuerdo con Schenker, entre estas últimas estaban «The Game of Life» y «You're Lovin' Me to Death».
La primera canción, «Hour I», parte con Whitakker diciendo la frase welcome to Humanity, this is hour one. Child y Michael escribieron la letra sobre la primera hora de supervivencia tras el fin de los tiempos, mientras que Schenker trabajó con John 5 para componer la música, cuya participación se debió a que era colaborador del productor. Considerada por la versión española de Metal Hammer como una de las más pesadas del disco, posee una introducción de «batería tribal sintonizado en un grunge», según Popoff. Por su parte, Thom Jurek, del sitio web AllMusic, la llamó un «comienzo espectacular» y destacó la «grandilocuente» batería y la voz de Meine que encajaba a la perfección con las guitarras de metal europeo. Meine escribió «The Game of Life» con la ayuda de los compositores y productores suecos Mikael «Nord» Andersson y Martin Hansen, pero como a Child no le agradó la letra, él y Meine la reescribieron posteriormente; según Popoff, es un «curioso pop rock taciturno». Jabs compuso «We Were Born to Fly» con Bazilian y Marti Frederiksen; este último ya había colaborado con Scorpions en Eye II Eye (1999). En su análisis, Popoff comentó que mezcla las ideas de las dos primeras canciones y posee «una pegadiza y agradable melodía europea». Jurek, por su parte, señaló que estas dos últimas son «extremadamente enganchadas con grandes guitarras comprimidas, son ruidosas y tarareables con melodías por las que la mayoría de las bandas de esa época habrían dado cualquier cosa». Además, tenían una línea tensa entre el exceso del pop y el poder del heavy metal, además de estribillos trascendentes.

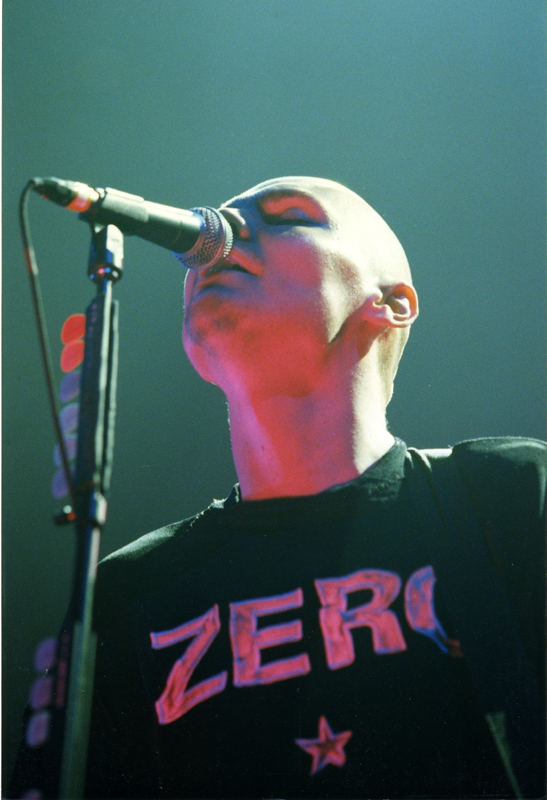
Billy Corgan, de The Smashing Pumpkins, fue uno de los músicos invitados en el álbum

«The Future Never Dies» es una power ballad escrita por Meine, Child, Bazilian, Paige y el pianista Russ Irwin; de hecho, inicia con un piano interpretado por Irwin. Con una «melodía larga y prolongada», Popoff comentó que parecía ser una «balada grande y absurda de Child», con «aditivos compositivos de Queen y Diane Warren que se desconectan al llegar el estribillo». «You're Lovin' Me to Death», obra de Schenker, Child, Bazilian y el sueco Andreas Carlsson, es un número «aceptable» de grunge, plagado de una «dualidad en las guitarras de Jabs y Schenker». «321», en cambio, es un tema de heavy metal pesado sin un gancho real, según Jurek. Las siguientes cuatro canciones son más lentas y se apegan a las power ballads; por ejemplo, «Love Will Keep Us Alive» y «Love is War» son mayormente acústicas. En la primera, Meine comentó que su letra trata sobre «que nunca deberíamos darnos por vencido [...] hay que creer en que podemos generar un cambio en este mundo y que hay un lugar para la paz dentro del planeta», mientras que, en la segunda, hay elementos de blues. Popoff señaló que tanto en «We Will Rise Again» como en «Your Last Song» se perciben sonidos alternativos; la primera, siendo mitad balada y mitad hard rock, y la segunda, con un «raro ritmo rápido». En ambos casos, la intervención de lo alternativo hace que en algunas partes de ellas exista una inclusión de «sombras» de agrupaciones como Porcupine Tree.
«The Cross» toma aspectos del rock alternativo y del grunge de los noventa, y su letra trata sobre los abusos sexuales infantiles cometidos por miembros de la Iglesia católica. La banda invitó a Billy Corgan de The Smashing Pumpkins para que cantara en los coros, cuya participación «se debió gracias a una coincidencia», según Meine. Schenker relató que, cuando se enteró de que Corgan era seguidor de la banda, trató de comunicarlo para que fuese parte del proyecto Moment of Glory (2000), pero la agencia que lo dirigía le había dado un número equivocado. Mientras realizaban la producción, y por medio de Azoff Management, finalmente dio con él y le ofreció que participara en esta canción. El guitarrista contó que después de reunirse con Corgan en Los Ángeles, descubrió que The Smashing Pumpkins estaba en la sala uno de los estudios The Village mezclando su nuevo álbum, al mismo tiempo que Meine registraba su voz en la sala tres. El álbum cierra con «Humanity», una «canción deprimente» que parte como una clásica balada escrita por Meine, para que luego la «sutil marcha militar» de la batería la guíe hacia una melodía progresiva. Schenker la comparó lírica y musicalmente con «Wind of Change» de 1990, ya que entrega un fuerte mensaje de que «si no cambiamos nuestra vida podemos terminar en una situación terrible»; en ese sentido, es «una llamada de atención».

## Lanzamiento

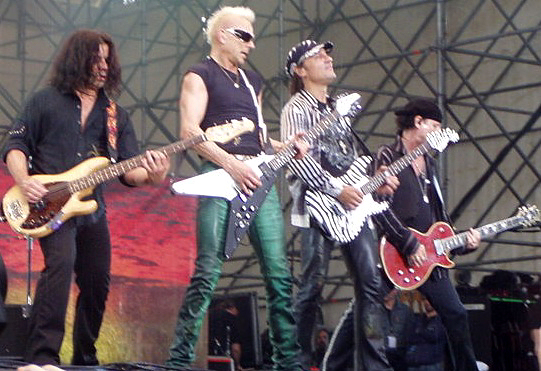
Scorpions en el festival Gods of Metal de 2007

Humanity: Hour I salió a la venta el 14 de mayo de 2007 en Europa, a través de la empresa conjunta Sony BMG. Además de la edición en disco compacto, en Alemania también se publicó una versión en el formato doble disco de vinilo que incluyó dos pistas adicionales: una versión editada y sin arreglos orquestales de «Humanity» y «Cold». Esta última, escrita por Jabs, Child, Bazilian y Frederiksen, es una pista «completamente roquera dentro del espíritu severo y directo del álbum en general», cuya letra critica la política internacional estadounidense. A finales de mayo, Sony, por medio de su filial RCA Records, sacó al mercado una versión limitada que venía acompañado de un DVD con «Cold», detrás de escenas, entrevistas y una galería de fotos como material extra. Por su parte, el 20 de junio, el mismo sello publicó en Japón una edición que incluía «Cold» y la versión para la radio de «Love Will Keep Us Alive» como bonus tracks.
El lanzamiento tanto en los Estados Unidos como en Canadá se retrasó un par de meses porque para entonces la banda había terminado su contrato con la compañía discográfica que los representaba en esos mercados. Por ello, tuvieron que ser cuidadosos con la filtración en Internet, ya que, una vez que encontraron el sello adecuado, su publicación se proyectó para agosto o septiembre. Esta decisión no fue del agrado de Schenker, debido a que, según él, «nunca es bueno dividir un lanzamiento de esta manera porque se pierde el poder y el impulso de impactar en cada mercado». Finalmente, Humanity: Hour I se editó en esos mercados el 28 de agosto de 2007 por medio de New Door Records, del conglomerado Universal Music Enterprises (UME), con «Cold» como pista adicional.

## Portada
El artista Liam Carl creó el concepto visual del álbum y quedó a cargo de la portada, el diseño y la fotografía. La carátula presenta a un cyborg mirando hacia un escenario postapocalíptico, con el logo característico de Scorpions escondido en su cuello. Meine definió la imagen como un «androide deshumanizado que le da la espalda [...] a la humanidad». Cabe señalar que, en febrero de 2007, el club de fanes francés Crazyscorps había revelado el título y el arte del álbum, lo que generó la molestia de los miembros de la banda y su gerencia, quienes los responsabilizaron de filtrar información sin su autorización y derivó en el quiebre de relaciones con el club. El 6 de abril, el administrador del sitio web publicó un comunicado en donde reconocía su error, pero consideró la medida desproporcionada e incorrecta, de manera que, a modo de respuesta, cerró el sitio por un período inicial de ocho días.

## Promoción

### Sencillos
Si bien en la sección de discografía de la página web oficial de Scorpions no figura ningún sencillo extraído de Humanity: Hour I, Sony BMG publicó tres canciones como promocionales, las que estuvieron disponibles únicamente para las radios. El primero de ellos fue «Humanity», que salió en formato disco compacto con dos versiones editadas de 4:06 minutos cada una, cuya diferencia radicaba en que una incluía los arreglos orquestales y la otra no. New Door Records también lo publicó en el mercado estadounidense y el 25 de agosto de 2007 debutó en la lista Heritage Rock de la revista Billboard. Para la semana del 1 de diciembre del mismo año, había alcanzado como máxima posición el decimoquinto puesto. Por su parte, el 30 de julio de 2007 MTV estrenó su respectivo videoclip. Cabe señalar que, el 24 de marzo de 2007, Scorpions participó de un concierto especial que conmemoró el quincuagésimo aniversario de los Tratados de Roma, base para la fundación de la Unión Europea, en donde por primera vez interpretaron «Humanity» en vivo. En 2007, también Sony BMG publicó la versión para la radio de «Love Will Keep Us Alive», que duraba un minuto menos que la original, mientras que al año siguiente salió «The Game of Life» en Europa, aunque solo como sencillo promocional, por lo que no estuvo a la venta.

### Gira de conciertos

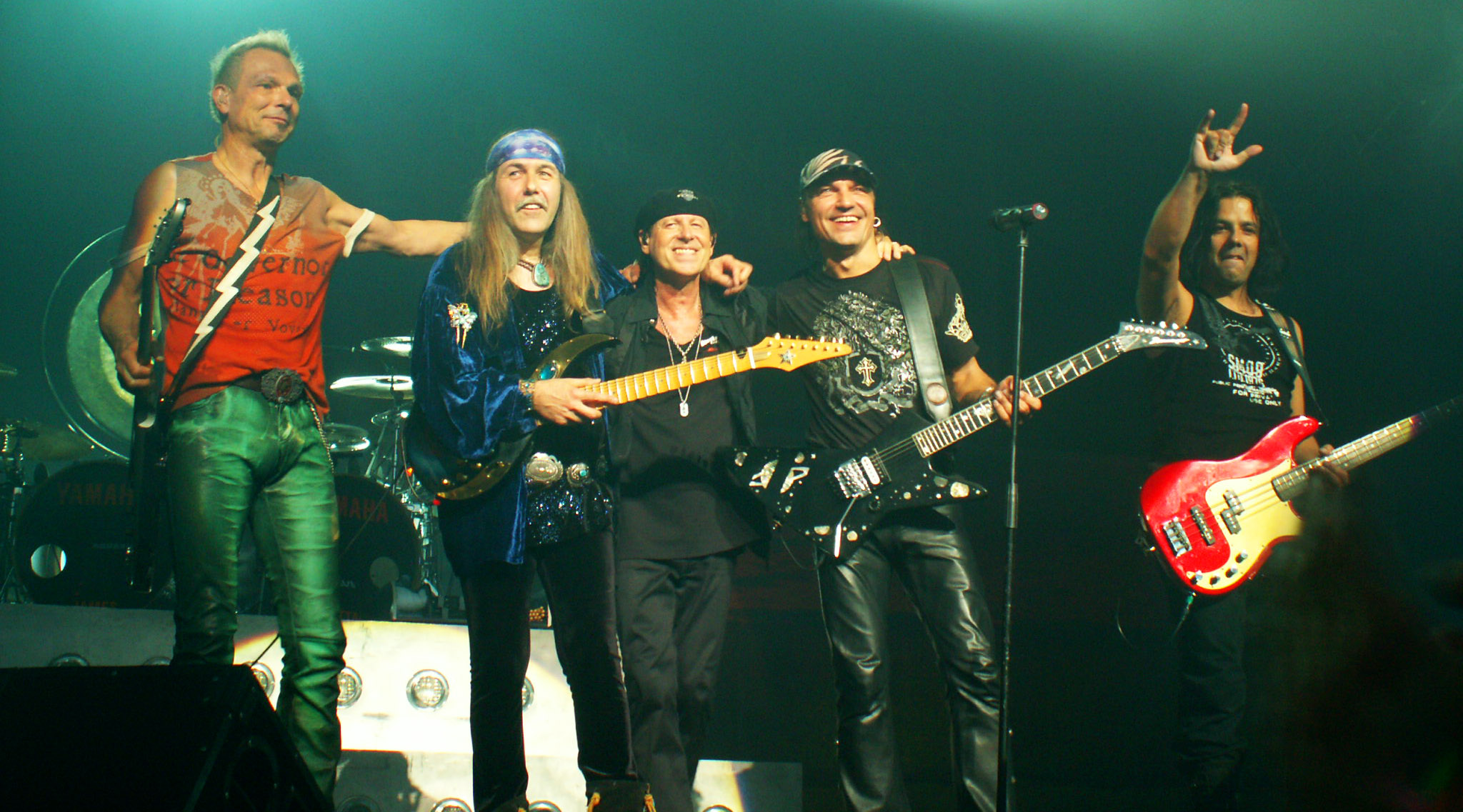
En algunos conciertos europeos, el guitarrista Uli Jon Roth tocó algunas canciones con Scorpions. En la imagen, Roth con la banda en Nantes (Francia)

La gira promocional Humanity World Tour comenzó el 2 de marzo de 2007 en el Gran Palacio del Kremlin de Moscú (Rusia).  Después de los conciertos en Riga (Letonia), Vilna (Lituania) y Kiev (Ucrania), el 13 de abril se presentaron por primera vez en Alma Ata (Kazajistán). El 11 de mayo, en la ciudad española de Puertollano, comenzó la segunda sección europea que les permitió tocar en catorce países hasta el 3 de agosto, principalmente en festivales de música y estadios cubiertos. De estos espectáculos destacó su único evento sinfónico del año dado en San Petersburgo (Rusia), que fue empañado por problemas de seguridad, ya que determinadas personas se subieron al escenario. El 9 de agosto, dio inicio la primera serie por Latinoamérica, con tres fechas en Brasil y cinco en México, y desde el 25 del mismo mes aconteció las de Norteamérica, con espectáculos en Canadá y los Estados Unidos hasta el 29 de septiembre. En el último trimestre de 2007, Scorpions tocó en Corea del Sur, Japón, Francia, Rumania, Portugal e India; las fechas de ese año terminaron el 16 de diciembre en la ciudad india de Bangalore.
Las presentaciones de 2008 comenzaron el 9 de marzo en Bremen (Alemania). En abril, la banda se embarcó en una extensa gira por varias ciudades del centro sur y oeste de Rusia, la que fue documentada y posteriormente emitida por la televisión alemana. Tras una serie por Europa continental, Emiratos Árabes Unidos y los Estados Unidos hasta el 24 de agosto, entre el 30 de ese mes y el 23 de septiembre Scorpions realizó un evento electroacústico por diez ciudades brasileñas, cuatro mexicanas y una en Puerto España (Trinidad y Tobago). En determinadas urbes brasileñas, el guitarrista Andreas Kisser de Sepultura figuró como artista invitado en las canciones «Coast to Coast», «Always Somewhere», «Loving You Sunday Morning», «Rock You Like a Hurricane» y «Wind of Change». El espectáculo ofrecido el 7 de septiembre de 2008 en Recife se registró en vivo para el DVD Amazonia: Live in the Jungle, para apoyar a Greenpeace en la difusión de la deforestación en el Amazonas, que salió al mercado el 25 de noviembre de 2009 y cuyas ventas en Brasil y México se destinaron a la organización medioambiental. Tras quince conciertos en Europa continental, las fechas de 2008 terminaron el 19 de noviembre con un evento acústico en el casino de Estoril, en Portugal.
En abril de 2009, inició el último tramo del tour, integrado primeramente por presentaciones en la francesa Montbéliard (3 de abril), en la húngara Budapest (21 de abril) y en la eslovaca Košice (23 de abril). Desde el 15 de junio hasta el 23 del mismo, Scorpions regresó a Rusia como líder de cartel del festival Monsters of Rock, en donde compartió escenario con Alice Cooper, Kingdom Come y The Rasmus. Tras ello, le siguieron eventos en Bulgaria, Grecia, Alemania, Francia, Portugal, Finlandia, Suiza y Polonia. Con un total de 160 presentaciones, la gira finalizó el 6 de diciembre de 2009 en Zabrze (Polonia). Cabe señalar que, durante la gran mayoría de los conciertos realizados en Francia, Reino Unido y en ciertos recintos de Alemania y Grecia, Scorpions contó con la participación especial de su exguitarrista Uli Jon Roth, con quien tocaron canciones de sus álbumes de los años setenta como «Speedy's Coming», «In Trance» o «Pictured Life». Por su parte, en los espectáculos en el Reino Unido, Michael Schenker subió al escenario para tocar ciertos temas, mientras que en Estrasburgo (25 de octubre de 2009) contaron con la presencia de Roth y sus exbateristas Rudy Lenners y Herman Rarebell. Según Meine, después del concierto especial dado en el festival Wacken Open Air de 2006, en donde se encontraron con sus exintegrantes, existió un ambiente de reunión y los motivó a realizar espectáculos de esa índole. Popoff señaló que, gracias a ello, la gira contó con una variedad de canciones de sus distintos discos; por ejemplo, interpretaron cinco de Humanity: Hour 1 y tres de Unbreakable.

## Recepción

### Crítica especializada
Humanity: Hour I recibió reseñas variadas por parte de la prensa especializada. Dan Marsicano, del sitio 411Mania, destacó el dúo «potente y llamativo de guitarras», lo audible del bajo, la voz de Meine, la cual consideró uno de los puntos culminantes del álbum, y la actuación del baterista James Kottak. Si bien se quejó de que las letras eran «muy cursis», especialmente en las baladas, afirmó que era un «disco sólido» y lo nombró el mejor desde Crazy World de 1990, porque «muestra a los Scorpions tan melódicos y poderosos como siempre». Thom Jurek, de AllMusic, comentó que es una continuación «digna, si no absolutamente exitosa» de Unbreakable y sonoramente tiene «un equilibrio perfecto entre el crujido de la guitarra nu metal y las melodías de heavy metal de los ochenta». Al finalizar su reseña, señaló que «la radio [estadounidense] necesita a los Scorpions más de lo que los Scorpions necesitan la radio en este momento». Don Kaye, del sitio web Blabbermouth.net, partió diciendo que era «probablemente su mejor disco desde Crazy World» y resaltó varias cualidades como su «hard rock bien elaborado con inflexiones pop y relucientes ganchos», las letras de las canciones, el dúo Jabs-Schenker en las guitarras y la voz de Meine; además, comparó la seguridad de la sección rítmica de Kottak y Mąciwoda con la de Herman Rarebell y Francis Buchholz. En términos generales, concluyó que era un álbum que sus seguidores esperaban de hace tiempo, con el cual los «Scorpions han recuperado su aguijón». Guillaume Gaguet, del sitio francés Forces Parallèles, opinó que era uno de los más destacados de su discografía por su «calidad impresionante», pese a que la banda optara por colaborar con otras personas en la composición. Sobre las canciones, el autor destacó el rock moderno y pegadizo de «The Game of Life», «You're Lovin' Me to Death» y «321» y nombró a «Hour 1», «We Will Rise Again» y «The Cross» como las mejores. No obstante, cuestionó a «Love Will Keep Us Alive» por mostrar «a un grupo tonto cayendo en el camino fácil». Al terminar, mencionó que «era muy bueno escuchar a los Scorpions innovadores y atreverse a cuestionar su hard rock».
Grigoris Chronis, de Metal Temple, le dio una calificación de excelente con un puntaje de ocho puntos sobre diez, debido a su «gran producción», «gran trabajo de guitarras (tal vez no demasiados solos, pero bien tocados)», «grandes melodías», la «extraordinaria» voz de Meine y las letras con «profundos significados y reflexión sobre el mundo actual, las guerras, las relaciones entre las personas». Además, recalcó que la participación de los nuevos compositores dio «un aire fresco al álbum, haciéndolo interesante», pero había que reproducirlo en más de una ocasión para generar una opinión clara. Sergio Burnstein, del complemento La Vibra del periódico angelino La Opinión, señaló que contenía «algunas baladas [...], pero que se muestra esencialmente un cierto regreso al sonido contundente del heavy metal que le dio a la banda sus mejores reconocimientos». Joan Single, de la edición española de la revista Metal Hammer, resaltó que los integrantes regresaran «en parte a sus raíces con este nuevo álbum» y añadió que «se nota que vuelve a ser una banda en directo y que siguen luchando por las mismas premisas musicales». También destacó la power ballad «Love is War» y la «evidente» intervención de Jabs en la composición. Eduardo Rivadavia de Ultimate Classic Rock, en su lista de los álbumes de la banda ordenados de peor a mejor, posicionó a Humanity: Hour I en el duodécimo lugar. En su reseña, indicó que, al ser conceptual, probablemente disuadió a algunos fanáticos, quienes se perdieron de un conjunto sólido de canciones roqueras y baladas, «muy en la tradición probada y verdadera de Scorpions».

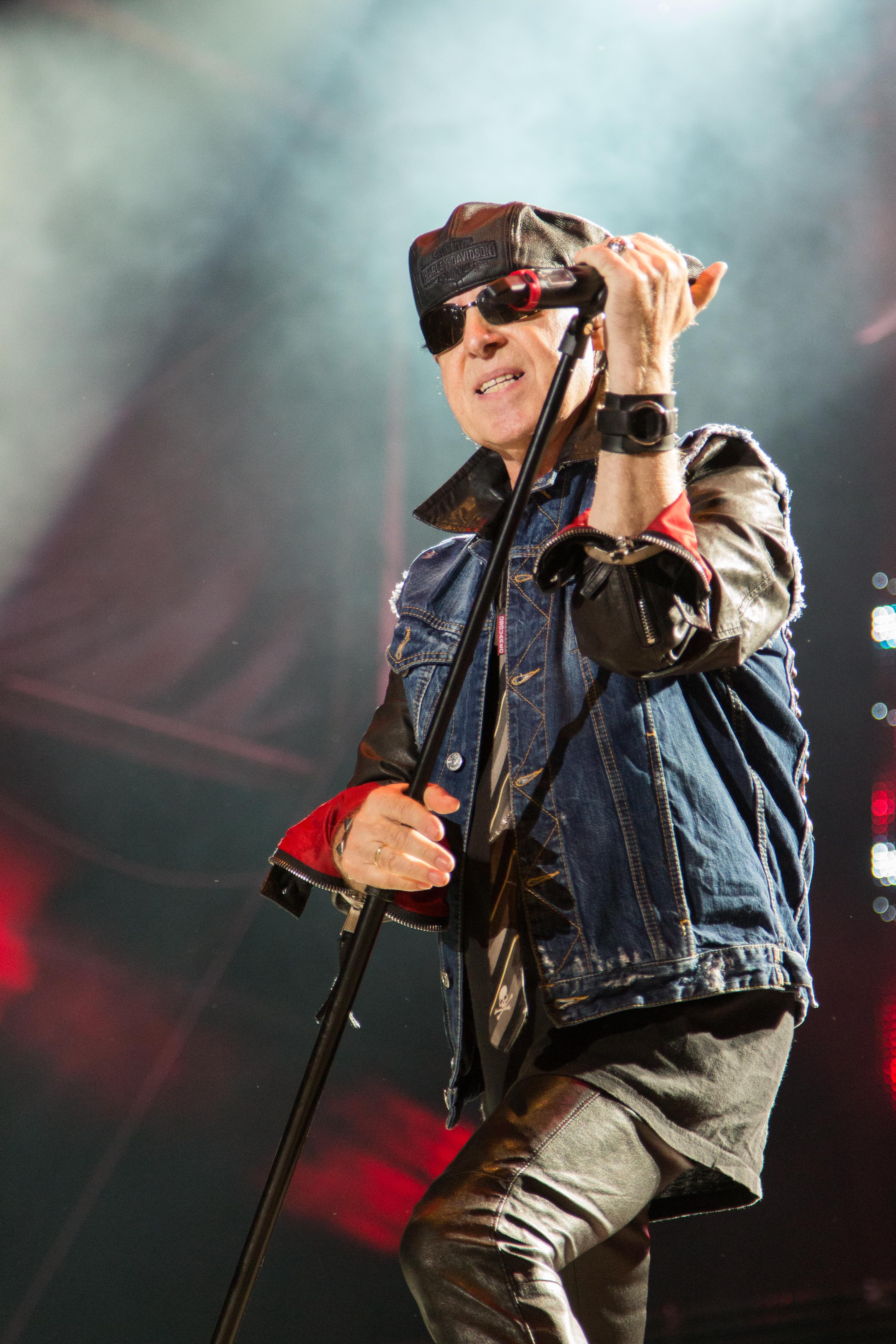
Uno de los aspectos mejor evaluados fue la calidad vocal de Klaus Meine

El crítico canadiense Martin Popoff señaló que pensar en que Scorpions publicara un álbum conceptual era «vago, loco e inesperado». Sobre su música, encontró que había una cierta similitud con Unbreakable en cuanto a «melodías oscuras y simplicidad», pero la intervención de compositores externos hizo que «encajara de una manera poco inspirada» en el rango sonoro de cada álbum de la banda desde Love at First Sting (1984). El escritor Taylor T. Carlson, para su libro HAIRcyclopedia Vol. 1 - The Legends (2014), escribió que, si bien fue bien recibido por sus fanáticos, es «otro experimento musical». Alexander Kolbe, para la revista alemana Rocks, sostuvo que la historia conceptual «desafía los clichés» y que, si bien «había riffs de nu metal de guitarras de tonos bajos ("Hour I", "321"), un patetismo conservador al estilo americano ("We Were Born to Fly", "Humanity") y baladas suaves ("The Future Never Dies")», el único riff típico de Scorpions era «The Game of Life». El periodista Malcolm Dome, en un recuento de los álbumes de la banda editado para Classic Rock, lo calificó como su peor disco. En su reseña, aseguró que era un intento fallido de contemporizar su sonido, ya que su resultado «fue un desastre caótico» y «si el plan pretendía demostrar su relevancia, resultó contraproducente».
Uno de los más críticos fue Ben McViker, ya que, en su análisis para The Daily Vault, opinó que el material perdía su tono pesado a partir de la mitad, dado que la mayoría de sus canciones eran de un «rock blando diluido» y la producción era demasiada pulida. El autor destacó como puntos fuertes la habilidad de la banda para componer estribillos «buenos y cantables» como en «321» y «The Game of Life»; la voz de Meine, porque «su interpretación es la única digna de mención en un álbum que de otro modo sería insulso»; y «Humanity», por ser la «mejor canción» del álbum. Su principal crítica fue el trabajo de Child como principal coescritor y que, por ende, los miembros de la banda fueran relegados en la composición, por lo que el resultado «suena más como un álbum escrito por dos arquitectos de la actual Aerosmith, con los Scorpions interpretando la música. Y como ocurre con el Aerosmith moderno, la música tiene todo el atractivo de un ingenioso jingle de un comercial de champú: pegadizo, pero olvidable». En una opinión similar, Andrew Blackie, de la revista en línea PopMatters, escribió que tenía una «producción inflada y derrumbada», en donde Child «intenta vergonzosamente actualizar el sonido de la banda, pero termina siendo un desfile dominante de rock cutre acelerado y rimbombante desde el inicio». El autor consideró a las power ballads «aburridas» y cuestionó que se desaprovechara un dueto entre Meine y Corgan en «The Cross»; en general, sintió que las canciones eran de un hard rock «estándar», cuyos «estribillos habrían sido aceptables en los años sesenta». Por último, aunque elogió la «buena voz» de Meine y admitió que la banda sonaba «más confiada y pegada a su hard rock que en cualquier otro lugar», concluyó que era un «álbum corriente en sí mismo, completo con un sesgo social francamente ridículo».

### Comercial
Una vez en el mercado, Humanity: Hour I logró posiciones medias en la gran mayoría de las listas musicales mundiales. El 8 de junio de 2007, debutó en el puesto 9 en el Media Control Charts de Alemania y sumó un total de nueve semanas en la lista, cuando hizo su última aparición el 27 de julio en la posición 89. Su mejor resultado lo consiguió en Grecia, ya que llegó hasta el primer lugar del recuento nacional, lo que representó el segundo álbum consecutivo de Scorpions en alcanzar esa posición, tras conseguirlo con Unbreakable en junio de 2004. En Rusia, obtuvo el quinto lugar y, en el mismo año, la National Federation of Phonograph Producers (NFPP) le entregó una certificación de disco de platino por vender más de 20 000 copias. Para la semana del 6 de septiembre de 2007, había logrado la séptima posición en el conteo de Malta. El 19 de mayo de 2007, debutó en el puesto 16 en la lista francesa y estuvo presente un total de doce semanas consecutivas; para la semana del 18 de agosto, había reingresado en la casilla 196.
En los demás países europeos, Humanity: Hour I obtuvo posiciones medias, ya que ocupó las casillas 20 en el UK Rock & Metal Albums Chart del Reino Unido, 27 en el Schweizer Hitparade de Suiza, 29 en el Suomen virallinen lista de Finlandia, 36 en el Sverigetopplistan de Suecia, 41 en el Ö3 Austria Top 40 de Austria, 44 en el Top 100 Artisti de Italia, 47 en el recuento de República Checa y 59 en el Top 100 Álbumes de España. Por su parte, en el Ultratop de Bélgica llegó hasta la casilla 79 y en el Dutch Top 100 de los Países Bajos en la 91.
Por su parte, en Argentina obtuvo el puesto 8 en el ranquin de CAPIF, mientras que en México alcanzó el 94 en el Top 100 de AMPROFON. En Japón, llegó hasta la décima sexta posición en la lista de Oricon. En cuanto a los conteos de los Estados Unidos, debutó en el puesto 63 del Billboard 200 en la edición del 15 de septiembre de 2007. Aunque Schenker reconoció que su lanzamiento retrasado en Norteamérica implicaría que no tuviese el mismo impacto que en los mercados europeos, Humanity: Hour 1 se convirtió en su primer disco de estudio desde Pure Instinct (1996) en entrar en la principal lista de la revista Billboard. Asimismo, en el mismo día, también se situó en la casilla 17 en el Top Rock Albums y en la 7 en el Top Hard Rock Albums. De acuerdo con un reporte entregado por Nielsen SoundScan, para su primera semana de su lanzamiento en los Estados Unidos se habían vendido 10 500 copias. Por último, en Canadá debutó en la posición 47 en septiembre de 2007.

## Lista de canciones
| N.º | Título                      | Escritor(es)                         | Duración |  |
| 1.  | «Hour I»                    | Schenker, Michael, Child, John 5     | 3:27     |  |
| 2.  | «The Game Of Life»          | Meine, Child, Andersson, Hansen      | 4:05     |  |
| 3.  | «We Were Born To Fly»       | Jabs, Bazilian, Frederiksen          | 4:00     |  |
| 4.  | «The Future Never Dies»     | Meine, Child, Bazilian, Paige, Irwin | 4:04     |  |
| 5.  | «You're Lovin' Me To Death» | Schenker, Child, Carlsson, Bazilian  | 3:16     |  |
| 6.  | «321»                       | Schenker, Child, Frederiksen, Paige  | 3:54     |  |
| 7.  | «Love Will Keep Us Alive»   | Meine, Child, Bazilian, Frederiksen  | 4:33     |  |
| 8.  | «We Will Rise Again»        | Jabs, Michael, Paige, Child          | 3:50     |  |
| 9.  | «Your Last Song»            | Schenker, Child, Bazilian            | 3:45     |  |
| 10. | «Love Is War»               | Jabs, Michael, Child, Frederiksen    | 4:21     |  |
| 11. | «The Cross»                 | Jabs, Michael, Child, Frederiksen    | 4:30     |  |
| 12. | «Humanity»                  | Meine, Child, Bazilian               | 5:27     |  |

| Pistas adicionales en los Estados Unidos y Canadá |        |                                    |          |  |
| N.º                                               | Título | Escritor(es)                       | Duración |  |
| 13.                                               | «Cold» | Jabs, Child, Bazilian, Frederiksen | 3:53     |  |

| Pistas adicionales en la edición japonesa |                                            |                                     |          |  |
| N.º                                       | Título                                     | Escritor(es)                        | Duración |  |
| 13.                                       | «Cold»                                     | Jab, Child, Bazilian, Frederiksen   | 3:53     |  |
| 14.                                       | «Love Will Keep Us Alive» (versión radial) | Meine, Child, Bazilian, Frederiksen | 4:05     |  |

| Pistas adicionales en la edición alemana de doble disco de vinilo |                                                         |                                    |          |  |
| N.º                                                               | Título                                                  | Escritor(es)                       | Duración |  |
| 13.                                                               | «Cold»                                                  | Jabs, Child, Bazilian, Frederiksen | 3:53     |  |
| 14.                                                               | «Humanity» (versión editada y sin arreglos orquestales) | Meine, Child, Bazilian             | 4:06     |  |

| Edición limitada con DVD |                             |          |  |
| N.º                      | Título                      | Duración |  |
| 1.                       | «Detrás de escenas» (video) |          |  |
| 2.                       | «Entrevistas» (video)       |          |  |
| 3.                       | «Cold» (pista de audio)     |          |  |
| 4.                       | «Galería de fotos»          |          |  |

## Posicionamiento en listas musicales
| País              | Lista (2007)                    | Posición |
| ----------------- | ------------------------------- | -------- |
| Alemania          | Media Control Charts            | 9        |
| Argentina         | CAPIF                           | 8        |
| Austria           | Ö3 Austria Top 40               | 41       |
| Bélgica (Valonia) | Ultratop                        | 79       |
| Canadá            | Canadian Albums Chart           | 47       |
| España            | Top 100 Álbumes                 | 59       |
| Estados Unidos    | Billboard 200                   | 63       |
| Estados Unidos    | Billboard Top Hard Rock Albums  | 7        |
| Estados Unidos    | Billboard Top Rock Albums Chart | 17       |
| Finlandia         | Suomen virallinen lista         | 29       |
| Francia           | French Albums Chart             | 16       |
| Grecia            | Top 75 Albums                   | 1        |
| Italia            | Top 100 Artisti                 | 44       |
| Japón             | Japanese Albums Chart           | 16       |
| Malta             | Maltese Albums Chart            | 7        |
| México            | Top 100 México                  | 94       |
| Países Bajos      | Dutch Top 100 Albums            | 91       |
| Reino Unido       | UK Rock & Metal Albums Chart    | 20       |
| República Checa   | IFPI                            | 47       |
| Rusia             | 2M Charts                       | 5        |
| Suecia            | Sverigetopplistan               | 36       |
| Suiza             | Schweizer Hitparade             | 27       |
| País              | Lista (2023)                    | Posición |
| España            | Top 100 Vinilos                 | 50       |

## Certificaciones
| País  | Organismo certificador | Certificación | Ventas certificadas | Ref.   |
| ----- | ---------------------- | ------------- | ------------------- | ------ |
| Rusia | NFPP                   | Platino       | 20 000              | [ 74 ] |

## Créditos
| - Klaus Meine: voz - Matthias Jabs: guitarra líder y coros - Rudolf Schenker: guitarra rítmica y coros - Paweł Mąciwoda: bajo y coros - James Kottak: batería y coros Músicos invitados - Billy Corgan: coros en «The Cross» - John 5: guitarra rítmica en «Hour I» - Eric Bazilian: guitarra rítmica en «Love Will Keep Us Alive» - Russ Irwin: piano en «The Future Never Dies» - Angela Whittaker y Roman Shaw Child: voz en off - Jason Paige, Jeannette Olsson, James Michael y Desmond Child: coros adicionales | - Desmond Child: productor, productor ejecutivo y supervisor de arte - James Michael: productor, mezclador e ingeniero de sonido - Greg Collins: mezclador - Liam Carl: director de arte, fotografía y diseño gráfico - Jules Gondar, Matt Gruber y Steve Churchyard: ingeniero - Brendan Dekora y Nate Hertweck: asistencia en ingeniería - David Cambell: arreglista y director de orquesta - Stephen Marcussen: masterizador - Rossanna Barba: asistente - O.S. Batt: modelo en la fotografía |

Fuente: Folleto de notas de Humanity: Hour I.